# Перещепное (Россошанский район)
Перещепное (Перещепной) — хутор в Россошанском районе Воронежской области.
Входит в состав Копёнкинского сельского поселения.

## География
В посёлке имеется две улицы — Северная и Южная.

## Население
| 2010 |
| ---- |
| 96   |